# Хуйт
Хуйт (Хойт, Хут, арм. Խույթ) — гавар (область) в ашхаре (провинции) Туруберан в Великой Армении. Название означает «Страна хутанов». Расположен к северо-западу от Битлиса. Местность гористая и труднодоступная, горы покрыты густыми лесами. Горцы-армяне отличались очень свободолюбивым и неукротимым нравом. Из-за непонятной, труднообъяснимой речи и свирепого нрава их звали Хут («помеха», «препона», «камень преткновения»).
Входил в княжество Тарон, которое возникло при Баграте Багратуни (826—851).
В 237 году хиджры (851 году) вспыхнуло восстание армян против нового халифского наместника Армении Юсуфа ибн Мухаммеда. По армянским первоисточникам одним из руководителей восстания против Арабского халифата был князь Овнан Хутский, сын Торника, брата Баграта Багратуни. Ополчение сасунских горцев во главе с Овнаном Хутским разбило арабское войско, освободило взятых им пленников, заняло Муш и казнило захваченного там Юсуфа ибн Мухаммеда. Это событие легло в основу армянского эпоса «Давид Сасунский».